# Картър (окръг, Мисури)
Вижте пояснителната страница за други значения на Картър.
Окръг Картър (на английски: Carter County) е окръг в щата Мисури, Съединени американски щати. Площта му е 1318 km², а населението - 5890 души. Административен център е град Ван Бюрън.